# Diabrotica gahani
Diabrotica gahani es una especie de insecto coleóptero de la familia Chrysomelidae.
Fue descrita científicamente en 1893 por Jacoby.